# Lysiteles guoi
Lysiteles guoi là một loài nhện trong họ Thomisidae.
Loài này thuộc chi Lysiteles. Lysiteles guoi được miêu tả năm 2008 bởi Guo Tang et al..